# 爱阳镇
爱阳镇，是中华人民共和国辽宁省丹东市凤城市下辖的一个乡镇级行政单位，原名叆阳镇，于2002年改为现名。

## 名称由来
爱阳镇历史悠久，以境内叆阳城而得名，1468年（明成化五年），明朝开始在这里修建城堡称叆阳堡，叆阳之名来自女真语叆哈（明亮之意）河。
2002年7月经辽宁省政府批准将原叆阳的“叆”改成“爱”，变成现名爱阳镇。

## 政区沿革
“满洲国”时期为凤城县叆阳村。
1945年“九·三”胜利后，建叆阳区，属赛马县。
1946年10月，国民党进占时，改为凤城县叆阳乡。1947年6月二次解放后恢复了赛马县叆阳区。
1949年3月撤销赛马县，叆阳区划入凤城县。同年9月，叆阳区改为第十一区公所。
1956年1月，叆阳区并入赛马区，原叆阳区辖村划为叆阳城、潘家、顾家3个乡。1956年9月成立叆阳人民公社，辖獾子背、徐家、潘家、富国、富家、新开岭、三合、施家、顾家、东新、邵家、龙道、丛家、爱阳城、太河15个生产大队。
1983年建叆阳乡。
1984年撤乡建镇，实行镇管村体制。

## 自然地理
爱阳镇位于凤城市北部，东至边门岭与宽甸满族自治县灌水镇接壤，西至大边岭与赛马镇相连，北至牡丹顶、夹砬山与本溪满族自治县为界，南至太平岭、黄沟岭与石城、大兴镇毗邻。
爱阳镇境内地形地貌多样。镇辖区最高点牡丹顶海拔1056米，登顶可“一脚踏三县”（凤城市、宽甸满族自治县、本溪满族自治县）并眺望桓仁满族自治县五女山。地貌特征属辽东山地丘陵地貌类型，山脉属长白山脉、千山山脉。
矿藏主要有煤炭、花岗岩、铅锌、铁、方解石、石灰石、紫砂土等。该镇有较为丰富的石灰石矿，仅镇内东新村就有石灰石储量2亿吨。全镇煤炭储量为1亿吨。
爱阳镇水资源丰富，有大小河流75条，主要河流有爱河、旧帽山河，属鸭绿江水系。

## 人口面积
根据第六次人口普查数据，爱阳镇总人口44277人。
全镇南北长25km，东西长17km，总面积365平方公里。

## 名胜古迹
境内有新开岭战役纪念碑、烈士陵园。

## 行政区划
爱阳镇下辖以下地区：
凤煤社区、顾煤社区、潘家村、獾子背村、徐家村、富国村、富家村、新开岭村、三合村、施家村、顾家村、东新村、邵家村、龙道村、丛家村、爱阳城村和太河村。